# David Schuller
David Schuller (* 6. September 1980 in Kapfenberg) ist ein ehemaliger österreichischer Eishockeyspieler, der für die Clubs Kapfenberger SV, EC KAC, Vienna Capitals und HC Innsbruck in der Österreichischen Eishockey-Liga auflief und mit dem KAC dreimal Österreichischer Meister werden konnte. Darüber hinaus spielte er mehrmals für die Nationalmannschaft und konnte 2006 sowie 2010 mit den Österreichern in die Top Division aufsteigen.

## Karriere
Schuller begann seine Karriere in den Nachwuchsteams in Kapfenberg und spielte, nachdem er 1999 mit dem Kapfenberger SV die zweitklassige Nationalliga gewonnen hatte, bis 2002 in der Kampfmannschaft des Vereins in der Österreichischen Eishockey-Liga, ehe er für die Playoffs der Saison 2001/02 vom EC KAC verpflichtet wurde und danach bei diesem Verein blieb.
Seinen wohl größten Erfolg verbuchte er im letzten Spiel der Finalserie 2003/04, als er in der Overtime nach 5 Minuten und 13 Sekunden das entscheidende Siegestor gegen den EC VSV schoss und den EC KAC so zum Meister machte. In der Saison 2006/07 wechselte er zu den Vienna Capitals, kehrte aber bereits in der folgenden Saison nach Klagenfurt zurück, wo er bis 2015 spielte. 2008 wurde er für das KELLY’S All-Star-Game nominiert. Ab der Saison 2008/09 bildete er zusammen mit den Zwillingsbrüdern Stefan und Manuel Geier eine Angriffslinie.
Nach der Saison 2014/15 erhielt er keinen neuen Vertrag beim KAC und entschied zu einem Wechsel zum HC Innsbruck. Nach der folgenden Spielzeit 2015/16 gab Schuller sein Karriereaus als Profispieler bekannt und schloss sich dem VST Völkermarkt aus der Kärntner Landesliga an, für den er noch bis 2019 spielte.

### International
Schuller nahm mit dem österreichischen Nachwuchs an den U18-C-Europameisterschaften 1997 und 1998 sowie den U20-C-Weltmeisterschaften 1999 und 2000 teil. Zudem spielte er mit der österreichischen Studentenauswahl bei der Winter-Universiade 2005 in Innsbruck.
Sein Debüt in der Herren-Nationalmannschaft gab er am 13. April 2002 in Rosenheim bei der 1:4-Niederlage gegen Deutschland. Er vertrat sein Heimatland bei den Weltmeisterschaften der Top-Division 2005, 2009 und 2013. 2006 und 2010 spielte er in der Division I, wobei jeweils der Aufstieg in die Top-Division gelang. Zudem spielte er für Österreich bei den Qualifikationsturnieren für die Olympischen Winterspiele 2010 und 2014.

## Erfolge und Auszeichnungen
- 1998 Aufstieg in die B-Gruppe bei der U18-C-Europameisterschaft
- 1999 Meister der Nationalliga mit dem Kapfenberger SV
- 2000 Aufstieg in die Division I bei der U20-C-Weltmeisterschaft
- 2004 Österreichischer Meister mit dem EC KAC
- 2006 Aufstieg in die Top-Division bei der Weltmeisterschaft der Division I, Gruppe B
- 2009 Österreichischer Meister mit dem EC KAC
- 2010 Aufstieg in die Top-Division bei der Weltmeisterschaft der Division I, Gruppe A
- 2013 Österreichischer Meister mit dem EC KAC

## Karrierestatistik
(Legende zur Spielerstatistik: Sp oder GP = absolvierte Spiele; T oder G = erzielte Tore; V oder A = erzielte Assists; Pkt oder Pts = erzielte Scorerpunkte; SM oder PIM = erhaltene Strafminuten; +/− = Plus/Minus-Bilanz; PP = erzielte Überzahltore; SH = erzielte Unterzahltore; GW = erzielte Siegtore; 1 Play-downs/Relegation; Kursiv: Statistik nicht vollständig)

## Privat
Schuller studiert neben seiner Profikarriere Germanistik an der Universität Klagenfurt. Im November 2011 wurde Schuller mit dem Kärntner Lyrikpreis ausgezeichnet.